# Радијски фестивал 2007.
Радијски фестивал 2007. такође познат и као ФЕРАС 2007 (Фестивал Радија С 2007) је четврти по реду радијски фестивал забавне музике одржан у Београду под организацијом Радија С. Учествовало је 48 извођача из Србије, Хрватске, Босне и Херцеговине, Северне Македоније и Црне Горе, и самим тим исти број композиција.  

## Формат
Од пријављених 400 композиција, комисија Радија С је одабрао 48 најбољих. Све песме подељене су у осам група у којима се налази по шест песама које су током два месеца представљене на Радију С и ТВ Фокс. Путем СМС гласања је изабрано по три најбоље песме из сваке групе.
Прве финалне вечери, 14. децембра, одржане у Сава Центру, публика је имала прилику да чује 24 најбољих песама када је гласовима публике и медијских партнера, који сачињава мрежа од 44 локалних и регионалних радио и ТВ станица из наше земље, изабрано најбољих дванаест композиција. После прве вечери тих 12 извођача је ушло у суперфинале.
У суперфиналу се истим системом гласања одређује победник фестивала.

## Учесници
| Извођач                         | Песма                    | Музика                                       | Текст                                                   | Аранжман                                      |
| ------------------------------- | ------------------------ | -------------------------------------------- | ------------------------------------------------------- | --------------------------------------------- |
| Acapulco                        | Питај Њу                 | И. Лекић                                     | Н. Јанковић                                             | И. Лекић • Acapulco                           |
| Алекса Јелић                    | Мила                     | Алекса Јелић                                 | Валентина Велков                                        | Александар Бањац                              |
| Александар Карађорђевић         | Све Ти На Лицу Пише      | Александар Карађорђевић                      | Александар Карађорђевић                                 | Душан Алагић                                  |
| Андреј Илић                     | Само Ти                  | Андреј Илић                                  | Андреј Илић                                             | Александар Бањац                              |
| Бетон Лига                      | Луд МЦ                   | Драгољуб Марковић Блек • Иван Ивановић Juice | Владимир Милићевић • Милан Филиповић • Ранко Станојевић | Ненад Алексић Sha                             |
| Бојан Делић                     | Још Сам Твој             | Марко Ђурашевић                              | Растко Савић                                            | Марко Ђурашевић                               |
| Charter                         | Био Сам                  | Саша Милошевић Маре                          | Саша Милошевић Маре                                     | Саша Милошевић Маре                           |
| Данијел Ђурић                   | Коме Бол                 | Данијел Ђурић                                | Дејан Симић                                             | Алек Алексов                                  |
| Дејан Поповић                   | Умјесто Рефрена          | Д. Јовановић                                 | Д. Јовановић                                            | Мићо Марјановић                               |
| Џенан Лончаревић                | Да Си Ту                 | Бане Опачић                                  | Бане Опачић                                             | Огњан Радивојевић                             |
| Елена Ристеска                  | Кревета Два              | Дарко Димитров                               | Аида Бараку                                             | Дарко Димитров                                |
| Explosive и Ђоко Танески        | Одлазим                  | Роберт Пирнер                                | Роберт Пирнер • Гордана Пирнер                          | Александар Бањац                              |
| Extreme Band                    | Нема Проблема            | Матија Татомировић                           | Extreme Band                                            | Матија Татомировић                            |
| Фокус                           | Реци Ми Да Је То Љубав   | Драган Стоилковић Буџа                       | Драган Стоилковић Буџа                                  | Драган Стоилковић Буџа                        |
| Гоца Тржан и Ал Дино            | К’о Људи                 | Алдин Курић                                  | Алдин Курић                                             | Алдин Курић                                   |
| Горан Митић                     | Моја Вила                | Ивица Васић                                  | Ивица Васић                                             | Мићо Марјановић                               |
| Игор Терзија и Жана Пријић      | Ако Се Љубав Зове Као Ти | Виктор Кеслер                                | Жика Савин                                              | Виктор Кеслер                                 |
| Каролина                        | Кад Те Нема              | Александра Сара Милутиновић                  | Александра Сара Милутиновић                             | Александра Сара Милутиновић • Нихад Петоњић   |
| Ксенија Пајчин                  | Вештица                  | Срђан Чолић                                  | Миомира Драгићевић                                      | Срђан Чолић                                   |
| Lexington                       | Нисам Ти Ја Друг         | Бане Опачић                                  | Бане Опачић                                             | Енис Бибезић                                  |
| Маја Оџаклијевска               | Падови До Дна            | Зоран Попов                                  | Маја Оџаклијевска                                       | Огњан Радивојевић                             |
| Маја Татић                      | Чувај Леђа               | Маја Татић • Зоран Тодоровић                 | Мирна Савић Бањац • Зоран Тодоровић                     | Зоран Тодоровић                               |
| Мари Мари                       | Упорно Си Ту             | Мари Мари                                    | Мари Мари                                               | Урош Марковић                                 |
| Марија Шестић и Jacques Houdek  | Одавно                   | Александра Сара Милутиновић                  | Александра Сара Милутиновић                             | Горан Ковачић                                 |
| Maxi Band                       | За Љубав Створена        | Maxi Band                                    | Maxi Band                                               | Maxi Band                                     |
| МЦ Dacha feat. Ђина, Постмортал | Успомене                 | Александар Мања                              | Дамњан Тадић                                            | Александар Мања                               |
| МЦ Марко feat. Jean Paradise    | Живот Је Бајка           | Срђан Чолић                                  | МЦ Марко                                                | Срђан Чолић                                   |
| MegaMix                         | Буди Своја               | Стеван Поповић                               | Татјана Поповић                                         | Душан Глишић Дука                             |
| Милан Бујаковић                 | Нађите Је                | Петар Пупић                                  | Петар Пупић                                             | Петар Пупић                                   |
| Милан Рађен                     | Не Волиш Ме              | Александра Сара Милутиновић                  | Александра Сара Милутиновић                             | Милан Рађен                                   |
| Мирјана Урошевић                | Од Понедељка             | Небојша Савић Дача • Нена Ђуровић            | Немања Ускоковић                                        | Дејан Урошевић                                |
| Могул                           | Баци Све                 | Нихад Петоњић                                | Ана Марковић                                            | Нихад Петоњић                                 |
| Најда и Deliverance             | Кроз Трње До Звезда      | Рибља Чорба                                  | Бора Ђорђевић                                           | Рибља Чорба                                   |
| Небојша Рацковић                | Мило Моје                | Слободан Петровић                            | Виолета Михајловска                                     | Слободан Петровић                             |
| Ненад Гајић                     | Сумња                    | Саша Милошевић Маре                          | Саша Милошевић Маре                                     | Саша Милошевић Маре                           |
| Никола Буровац                  | Колико Добар, Толико Луд | Леонтина Вукомановић                         | Леонтина Вукомановић                                    | Александар Кобац • Марко Кон • Никола Буровац |
| Нокдаун                         | Неверан                  | П. Златковић • М. Миловановић                | П. Златковић                                            | Н. Поповић                                    |
| No name                         | Кад Кажеш                | Марко Прентић                                | Данијел Алибабић                                        | Мићо Марјановић                               |
| Quadro                          | Не Кажи                  | Quadro                                       | Quadro                                                  | Quadro                                        |
| Радијација                      | Нека Имају Ме Све        | Бане Опачић                                  | Бане Опачић                                             | Бојан Драгојевић                              |
| Саша Ковачевић                  | Бољи Човек               | Душан Алагић                                 | Душан Алагић                                            | Душан Алагић • Владан Поповић Поп             |
| Славица Бајчета                 | Рај                      | Јелена Беба Балашевић                        | Јелена Беба Балашевић                                   | Александар Бањац                              |
| Снежана Грбић                   | Игра Погледа             | Љ. Стефановић                                | Б. Белајев                                              | М. Суџук                                      |
| Son Cuba Son                    | Jana Cubana              | Дејан Ивановић                               | Дејан Ивановић                                          | Jorge Enrique Rivera Legat                    |
| Соња Коцић                      | Не Труди Се              | Милан Рађен                                  | Милан Рађен                                             | Милан Рађен                                   |
| Старе Слике                     | Сунце Моје               | Дејан Ивановић                               | Дејан Ивановић                                          | Дејан Ивановић                                |
| Тропико                         | Мрве Од Љубави           | Бане Опачић                                  | Бане Опачић                                             | Тропико                                       |
| Вања Зеленски                   | Све Што Смо Били         | Душан Алагић                                 | Душан Алагић                                            | Душан Алагић • Страхиња Ђурић                 |

## Резултати
Од 25 композиција које су се пласирале у прво вече фестивал̟а, 12 композиција се квалификовало у суперфинале.
За разлику од предходних издања, Радијски Фестивал 2007. се завршио без победника. Стручни жири и публика одлучили су својим гласовима да гран при поделе две песме: К’о људи, дует који су отпевали Гоца Тржан и Ал Дино и Бољи човек, песма Саше Ковачевића. Они су, осим признања, поделили и награду од 10.000 евра. Пошто другог места није било, треће место су делиле македонке Елена Ристеска и Каролина Гочева.
Легенда
   Победник Радијског Фестивала 2007.
   Треће место
| Место | Такмичар             | Композиција   | Бодови |
| ----- | -------------------- | ------------- | ------ |
| 1.    | Гоца Тржан и Ал Дино | К’о Људи      | 28     |
| 1.    | Саша Ковачевић       | Бољи Човек    | 28     |
| 3.    | Каролина             | Кад Те Нема   | 25     |
| 3.    | Елена Ристеска       | Кревета Два   | 25     |
| /     | Son Cuba Son         | Jana Cubana   | /      |
| /     | Маја Оџаклијевска    | Падови До Дна | /      |
| /     | Маја Татић           | Чувај Леђа    | /      |
| /     | Алекса Јелић         | Мила          | /      |
| /     | Славица Бајчета      | Рај           | /      |
| /     | Џенан Лончаревић     | Да Си Ту      | /      |
| /     | Мари Мари            | Упорно Си Ту  | /      |
| /     | No Name              | Кад Кажеш     | /      |

## Награде Радијског Фестивала 2007.
У ревијалном делу уручене су годишње награде које додељују радијски уредници по критеријуму слушаности у њиховом програму. За најбољу певачицу проглашена је Александра Радовић, а за најбољег певача Жељко Самарџић, који има и најбољи албум Месец у води.
Најбоља група су Неверне бебе, дебитант Алекса Јелић, композитор Жељко Јоксимовић за песму Девојка, а текстописац Ђорђе Балашевић за песму са албума Здравка Чолића Завичај. Уместо Балашевића награду је примила његова ћерка Јована.
| Категорија          | Номинован          | Рад                |
| ------------------- | ------------------ | ------------------ |
| Најбоља певачица    | Александра Радовић | Александра Радовић |
| Најбољи певач       | Жељко Самарџић     | Жељко Самарџић     |
| Најбољи албум       | Жељко Самарџић     | Месец у води       |
| Најбоља група       | Неверне бебе       | Неверне бебе       |
| Најбољи дебитант    | Алекса Јелић       | Алекса Јелић       |
| Најбољи композитор  | Жељко Јоксимовић   | Девојка            |
| Најбољи текстописац | Ђорђе Балашевић    | Анђела             |

## Повезани чланци
- Радијски Фестивал 2004.
- Радијски Фестивал 2005.